# 566

## Decese
- dată necunoscută: Audoin  (n. ?)
- dată necunoscută: Cunimund  (n. ?)